# Superman (revista)
Superman es una revista de historietas de la editorial estadounidense DC Comics donde el principal protagonista es el superhéroe Superman. Superman comenzó como uno de los tantos personajes presentados en la revista Action Comics 1 de la editorial National Periodical Publications en mayo de 1938 (aunque con fecha de tapa junio de 1938). La tira resultó ser tan popular que National lanzó a la venta un título dedicado solo a historias del personaje, el primero dedicado solo a un superhéroe, comenzando en 1939 con fecha de tapa de mayo de ese mismo año. Entre 1986 y 2006 se le cambió el nombre a The Adventures of Superman mientras que una nueva serie usaría el título Superman. En mayo de 2006 regresó a su nombre y numeración original. En 2011 la serie fue cancelada en el número 714 y fue relanzado con el número 1 al siguiente mes, terminando esta etapa en 2016. Una cuarta serie con ese nombre fue relanzada nuevamente con el número 1 en junio de 2016, terminando en abril de 2018. Una quinta serie con un nuevo número 1 comenzó en julio de 2018.

## Historia de la publicación
Superman volumen 1
Debido a la popularidad que tuvo luego de su debut en Action Comics 1, National Allied Publications decidió lanzar a la venta una nueva revista presentando historias de solo un personaje, lo cual en ese entonces no tenía precedentes. El primer número de Superman salió a la venta en el verano de 1939 con lo que es el primer personaje heroico en ser presentado en más de una revista de historietas. Perry White, un personaje secundario que hizo su debut en la serie radial de Superman fue presentado en el número 7 (octubre de 1940). El Editor Mort Weisinger comenzó su larga asociación con el título a partir del número 11 (julio/agosto de 1941). Jimmy Olsen aparece por primera vez en historietas en la historia "Superman versus The Archer" de Superman 13 (Nov.–Dic. de 1941). A comienzos de la década de 1940, Superman vendía más de un millón de copias por mes Hacia 1942, el artista Wayne Boring, quien previamente fue uno de los asistentes de Shuster, pasó a ser uno de los principales artistas de Superman. Superman 23 (julio / agosto de 1943) presentó "America's Secret Weapon!", la primera historia en revista escrita por un guionista que no fuera Jerry Siegel: Don Cameron. Siegel presentó a Mister Mxyztplk en el número 30 (septiembre de 1944). Un relato mejor detallado del origen de Superman se publicó en el número 53 (julio de 1948) al cumplir diez años el personaje. Otra parte del mito de Superman que tuvo su origen en el programa de radio hizo su debut en historieta cuando la kryptonita fue presentada en una historia de Bill Finger y Al Plastino en el número 61 (nov. 1949).
Superman fue el primer título de DC en tener una sección de cartas de lectores de manera regular a partir del número 124 (septiembre de 1958) Para Les Daniels, historiador especializado en historietas, el artista Curt Swan fue el "artista definitivo" de Superman a comienzos de la década de 1960 dándole un nuevo aspecto al personaje, reemplazando la versión de Wayne Boring. El guionista Jim Shooter y Swan elaboraron la historia "Superman's Race With the Flash!" en Superman 199 (agosto de 1967) en la cual se presentaba la primera carrera entre Flash y Superman, dos personajes conocidos por sus poderes de velocidad.
Julius Schwartz pasó a ocupar el cargo de editor a partir del número 233 en enero de 1971 y junto al escritor Denny O'Neil y el artista Curt Swan refrescaron el mito de Superman, comenzando con la eliminación de la kryptonita El escritor Elliot S. Maggin comenzó su larga asociación con el título a partir de la historia "Must There Be a Superman?" en el número 247 (enero de 1972). El escritor Cary Bates, en colaboración con Swan, presentaron nuevos personajes como el supervillano Terra-Man en el número 249 (marzo de 1972) y el superhéroe Vartox en el número 281 (noviembre de 1974). Los números 272 (febrero de 1974), 278 (agosto de 1974) y 284 (febrero de 1975) de la serie tuvieron el formato 100 Page Super Spectacular. Superman 300 (junio de 1976) presentó una historia fuera de continuidad, escrita por Bates y Maggin, donde se mostraba al infante Superman aterrizando en La Tierra en 1976 y transformándose en superhéroe en 2001. El relato sirvió de inspiración para la miniserie Superman: Red Son de Mark Millar publicada en 2003. Warner Communications, dueña de DC, reinstaló los nombres de los autores Jerry Siegel y Joe Shuster en los créditos ya que habían sido sacados décadas atrás. y el primer número con los créditos restaurados fue el 301 (agosto de 1976). Martin Pasko y Swan crearon el personaje Master Jailer en el número 331 (enero de 1979). La ciudad embotellada de Kandor, que había sido presentada en 1958, fue restaurada a su tamaño normal en una historia escrita de Len Wein y Swan en Superman 338 (agosto de 1979).
La serie alcanzó el número 400 en octubre de 1984. Ese número presentó trabajos de varios artistas populares, incluyendo el único trabajo para DC de Jim Steranko, así como también una introducción por el autor de ciencia ficción Ray Bradbury. Superman fue publicada ininterrumpidamente hasta mitad de la década de 1980, cuando DC Comics estableció un relanzamiento luego del evento de la serie limitada Crisis on Infinite Earths. Habiendo compactado su vasto multiverso en un único universo compartido, Superman y sus personajes secundarios recibiría un reinicio de sus historias a manos de John Byrne. Se publicó una última historia, que además marcaría el final de Schwartz como editor de la serie, para dar un cierre al ciclo anterior: Whatever Happened to the Man of Tomorrow? de Alan Moore y Curt Swan. La primera parte de la historia se publicó en Superman 423, que sería el último número antes de que el título fuera relanzado con su histórica numeración como The Adventures of Superman. Superman fue relanzado con un nuevo número 1 en un segundo volumen en 1986 y fue publicado en paralelo con The Adventures of Superman.

#### The Adventures of Superman
The Adventures of Superman comenzó su numeración en el número 424 (enero de 1987) terminando en el 649 (abril de 2006), con un total de 226 números mensuales, más un número 0 (octubre de 1994) publicado entre los números 516 y 517 como un número relacionado con la miniserie Zero Hour, el número 1.000.000 (noviembre de 1998) relacionado con la miniserie DC One Million y nueve anuales publicados entre 1987 and 1997.
Cuando la serie fue lanzada a fines de 1986 bajo ese nuevo título, el equipo creativo inicialmente estaba compuesto por el guionista Marv Wolfman y el artista Jerry Ordway. John Byrne reemplazó a Wolfman a partir del número 436 (enero de 1988) y Ordway pasó a ser tanto guionista como dibujante a partir del número 445 (octubre de 1988) Dan Jurgens trabajó como escritor y artista entre 1989 y 1991. Hank Henshaw, un personaje que luego se transformaría en el Superman Cyborg, apareció por primera vez en el número 466 (mayo de 1990) Para fin de la década de 1980 los guiones de todas las revistas de Superman estaban generalmente enlazados. Para coordinar las historias y secuencia de eventos, entre enero de 1991 y enero de 2002 apareció una segunda numeración en unos pequeños triángulos en cada tapa de los títulos. Durante esos años, las historias se continuaban con los títulos Superman y Action Comics, y luego se agregaron dos nuevas series, Superman: The Man of Steel (revista) y Superman: The Man of Tomorrow (revista).
Jerry Ordway regresó como guionista a partir del número 480 (julio de 1991). Tom Grummett dibujó parte del número 480 y pasó a ser el artista principal de la serie a partir del siguiente número. La serie participó la historia "Panic in the Sky" in 1992. Durante su etapa en The Adventures of Superman, Grummett y Ordway (junto al editor Mike Carlin y otros) fueron los arquitectos de la historia de "La muerte de Superman", en la cual Superman muere y luego resucita. Fue durante esta historia que Grummett y el escritor Karl Kesel, crearon al nuevo Superboy en The Adventures of Superman 500 (junio de 1993). Otros cruces entre títulos en los que partició fueron Hora Cero: Crisis en el tiempo, La Noche Final, y Crisis infinita.
Al comienzo de 2002 la interacción entre los títulos de Superman se hacían menos frecuentes y The Adventures of Superman tenían historias contenidas en el propio título. El número 600 (marzo de 2002) fue un número doble especial presentando a Superman enfrentado a Lex Luthor. El último número, el 649, fue parte de una historia en tres partes compartidas con Superman (Vol. 2) y Action Comics, un homenaje al to the Superman de Tierra-2 relacionado con los acontecimientos de la miniserie Infinite Crisis. Los últimos dos años The Adventures of Superman fue escrita por Greg Rucka. Sus historias incluyeron al Profesor Hamilton como villano, el intento de asesinato de Lois Lane y algunas apariciones de Mister Mxyzptlk.

#### Adventures of Supermanvolumen 2
Adventures of Superman fue relanzada el 29 de abril de 2013. A diferencia del volumen anterior, la nueva serie no transcurre en la continuidad del Universo DC y es un compendio de historias a cargo de un equipo rotativo de creadores. Se lanzaba primero en forma digital para más tarde editarla en papel. La primera historia estaba escrita por Orson Scott Card y dibujada por Chris Sprouse y Karl Story. La participación de Card en el proyecto generó un problema ya que DC Comics recibió una petición para que fuera dejado de lado del proyecto debido a su opinión subre la homosexualidad. La editorial alegó que soportaba la libertad de expresión y que el punto de vista personal de los individuos no reflejaba el punto de vista de la editorial. El ilustrador Chris Sprouse dejó el proyecto debido a la atención en los medios y algunas tiendas anunciaron un boicot. La historia de Card actualmente está "en espera" y fue reemplazada por una historia escrita por Jeff Parker. El relanzado título Adventures of Superman terminó en el número 17 de septiembre de 2014.

### Supermanvolumen 2
El segundo volumen de Superman fue publicado, según la fecha de tapa, entre enero de 1987 y febrero de 2006, y tuvo una duración de 228 números (226 números mensuales y dos publicados fuera de la numeración habitual). Esta serie fue lanzada luego de que John Byrne relanzara al personaje en la miniserie The Man of Steel en la continuidad post-Crisis on Infinite Earths.
Debido a que el Universo DC fue renovado luego de Crisis on Infinite Earths, la continuidad anterior a esta serie (coloquialmente llamada "preCrisis") fue anulada. Personajes que ya estaban establecidos tuvieron la oportunidad de ser reintroducidos en el mito de formas ligeramente cambiadas. Algunos villanos clásicos de Superman fueron presentados nuevamente durante el primer año del nuevo volumen de Superman. Así surgieron las versiones "post-Crisis" de Metallo y Mister Mxyzptlk, y más tarde la introducción de una nueva versión de Supergirl. El histórico compromiso entre Lois Lane y Clark Kent fue uno de los eventos más importantes de esta serie. El guionista y dibujante Dan Jurgens creó un personaje secundario llamado Agent Liberty en el número 60 de octubre de 1991. La serie participó del evento titulado "Panic in the Sky". El punto destacado de esta etapa fue la historia "The Death of Superman", que tuvo su punto culminante en el número 75 de la serie, y sería un evento mediático y de la cultura pop que llevaría a vender más de tres millones de copias.
Como la serie principal del personaje insignia del Universo DC, la serie estuvo involucrada en varios eventos tales como Zero Hour: Crisis in Time, The Final Night, y Infinite Crisis. Superman recibió nuevo traje y superpoderes en el número 123 (mayo de 1997).
En 1999, Superman junto a los demás títulos fueron modernizados con Jeph Loeb reemplazando al escritor Dan Jurgens. Durante la etapa de Loeb en la serie, él creó a Imperiex, presentó un presentó un nuevo Bizarro creado por Joker en la historia "Emperor Joker", y también ayudó con una controvrcial historia en la que el enemigo de Superman, Lex Luthor, se transforma en el presidente de los Estados Unidos. La etapa de Loeb en la serie incluyó el evento Our Worlds at War, donde se vio la destrucción de la ciudad capital de Kanzas, Topeka, y un gran daño a Smallville, el pueblo donde creció Clark Kent. Terminado el conflicto, Superman comenzó a usar un traje de tono más oscuro para honrar la gran cantidad de vidas perdidas en el evento. La etapa de Loeb terminaría en el número 183 (agosto de 2002).
Entre 2004 y 2005, el artista Jim Lee, quién recientemento había concluido la historia Batman: Hush junto a Loeb, proveyó el arte para una historia de Superman escrita por Brian Azzarello. La historia Superman: For Tomorrow duró doce números y fue recopilada en un tomo Absolute Edition en mayo de 2009. Con la publicación del número 226 (abril de 2006) la serie fue cancelada como parte del evento Infinite Crisis.

### Regreso al título original
The Adventures of Superman regresaría a su nombre original, Superman, partiendo del número 650 en mayo de 2005. Como parte de lo que se dio en llamar "One Year Later (historieta)", Superman compartiría una historia con Action Comics, "Up, Up and Away!", coescrita por Geoff Johns y Kurt Busiek con arte de Pete Woods. Esta historia nos mostraría a Clark Kent intentando proteger Metropolis sin sus poderes, aunque finalmente recuperándolos. Busiek pasaría a ser el único escritor de la serie a partir del número 654 (septiembre de 2006) y Carlos Pacheco el artista. La serie participó en la serie semanal Countdown to Final Crisis, ofreciendo una perspectiva diferente en algunos hechos mostrados en el título semanal, como los eventos que precedieron a la muerte del dios Lightray.
Busiek y Pacheco desarrollaron una extensa historia mostrando a Arion entrando en conflicto con Superman. La historia concluyó en el Superman Annual 13. Alex Ross se encargó del arte de tapa desde el número 675 (junio de 2008) hasta el 685 (abril de 2009). James Robinson reemplazó a Busiek a partir del número 677 (Agosto de 2008). La etapa de Robinson en el título comenzó con la historia "The Coming of Atlas" e inició un arco narrativo que unió los títulos Superman, Action Comics, y Supergirl en el evento New Krypton. La mayor parte de la etapa de Robinson presenta a Mon-El y el Guardian como los principales protagonistas mientras el propio Superman parte para ir a vivir en el planeta Nuevo Krypton. El último número escrito al completo por Robinson fue el 699, Last Stand of New Krypton, atado a la historia Last Stand of New Krypton, y terminó su etapa en una historia corte del número 700 (agosto de 2010) en la que Superman regresaba a La Tierra. Ese número también presentó una historia corta de J. Michael Straczynski, un autoproclamado admirador de Superman quien siente una conexión personal con el personaje, que escribió para ese número una historia corta, y tomaría a su cargo los guiones a partir del número 701. El artista Eddy Barrows, quien ya había trabajado en Action Comics y fue uno de los artistas de la historia War of the Supermen, fue el encargado de ilustrar los guiones de Straczynski. Straczynski y Barrows comenzaron una historia de un año de duración titulada "Grounded", en la que se vio a Superman en una larga caminata a través de los Estados Unidos para así recuperar su conexión con su planeta adoptivo ya que sentía haberla perdido mientras vivía en New Krypton. La serie terminó en el número 714 (octubre de 2011), antes de que DC Comics relanzara el título luego del evento The New 52.

### Supermanvolumen 3
DC Comics lanzó el tercer volumen de Superman a partir del número 1 en septiembre de 2011 (fecha de tapa noviembre de 2011) como parte del evento The New 52. Los tres primeros números tuvo a George Pérez a cargo de los guiones. En octubre de 2011 DC anunció que Dan Jurgens sería el coguionista escribiendo y dibujando Superman junto a Keith Giffen. Su primer número fue el 7 (mayo de 2012). Desde el número 0 de septiembre de 2012, Scott Lobdell y Kenneth Rocafort pasaron a formar el equipo creativo.
DC Comics anunció en febrero de 2014 que el escritor Geoff Johns y el artista John Romita Jr. se encargarían de la serie Superman a partir del número 32, con tintas de Klaus Janson. La identidad secreta de Superman como Clark Kent sería revelada al mundo en el número 43 en una historia de Gene Luen Yang en 2015. Esta serie finalizó en julio de 2016 con el número 52.

### Supermanvolumen 4
Como parte del relanzamiento DC Rebirth, comenzó un nuevo volumen de Superman a partir del número 1 en junio de 2016 (fecha de tapa agosto de 2016). previo a esto salió a la venta el especial Superman: Rebirth 1. Peter J. Tomasi y Patrick Gleason fue el equipo creativo, con una serie de publicación quincenal. El número 34 de este volumen fue además el número 800 de la revista Superman en su conjunto y salió publicada con una tapa alternativa conmemorativa por Tony S. Daniel. La serie finalizó en el número 45 (abril de 2018).

### Supermanvolumen 5
Una nueva serie de Superman bajo la dirección del escritor Brian Michael Bendis comenzó el 11 de julio de 2018.

## Anuales
Las series tituladas Superman series tuvieron números anuales desde 1960. Ocho números de los Anuales Superman fueron publicados desde comienzos de 1960 hasta 1964. Cuatro números adicionales fueron publicados entre 1983 y 1986 continuando la numeración de la serie de la década de 1960.
El anual 11, de 1985, presentó la historia "For the Man Who Has Everything" escrita por Alan Moore con arte de Dave Gibbons. Cuando la serie original Superman fue retitulada The Adventures of Superman, tanto esta como Superman volumen 2 tuvieron números anuales que iniciaron su numeración con el número 1. The Adventures of Superman Annual tuvo nueve números entre 1987 y 1997. Luego de que The Adventures of Superman fuera restaurada a su título original, sus anuales siguieron la numeración de los anuales del volumen 2, llegando a contabilizar 14.

## Tomos recopilatorios

### Superman
- Superman Archives
  - Vol. 1 recopila Superman 1 al 4, 272 páginas, 1989, ISBN 1-40120-630-1[107]
  - Vol. 2 recopila Superman 5 al 8, 272 páginas, 1990, ISBN 0-93028-976-5[108]
  - Vol. 3 recopila Superman 9 al 12, 272 páginas, 1991, ISBN 1-56389-002-X[109]
  - Vol. 4 recopila Superman 13 al 16, 224 páginas, 1994, ISBN 1-56389-107-7[110]
  - Vol. 5 recopila Superman 17 al 20, 224 páginas, marzo de 2000, ISBN 1-56389-602-8[111]
  - Vol. 6 recopila Superman 21 al 24, 216 páginas, julio de 2003, ISBN 1-56389-969-8[112]
  - Vol. 7 recopila Superman 25 al 29, 240 páginas, abril de 2006, ISBN 1-40121-051-1[113]
  - Vol. 8 recopila Superman 30 al 35, 256 páginas, octubre de 2010, ISBN 1-40122-885-2[114]
- Superman: The Golden Age Omnibus
  - Vol. 1: incluye Superman 1 al 7; 784 páginas, junio de 2013, ISBN 978-1401241896
  - Vol. 2: incluye Superman 8 al 15; 750 páginas, julio de 2016, ISBN 978-1401263249
  - Vol. 3: incluye Superman 16 al 24; 720 páginas, diciembre de 2016, ISBN 978-1401270117
  - Vol. 4: incluye Superman 25 al 33; 768 páginas, mayo de 2017, ISBN 978-1401272579
  - Vol. 5: incluye Superman 34 al 42; 768 páginas, enero de 2018, ISBN 978-1401274764
- The Superman Chronicles
  - Vol. 1: incluye Superman 1; 208 páginas, febrero de 2006, ISBN 978-1-4012-0764-9
  - Vol. 2: incluye Superman 2 y 3; 192 páginas, febrero de 2007, ISBN 978-1-4012-1215-5
  - Vol. 3: incluye Superman 4 y 5; 192 páginas, agosto de 2007, ISBN 978-1-4012-1374-9
  - Vol. 4: incluye Superman 6 y 7; 192 páginas, febrero de 2008, ISBN 978-1-4012-1658-0
  - Vol. 5: incluye Superman 8 y 9; 192 páginas, agosto de 2008, ISBN 978-1-4012-1851-5
  - Vol. 6: incluye Superman 10 y 11; 192 páginas, febrero de 2009, ISBN 978-1-4012-2187-4
  - Vol. 7: incluye Superman 12 y 13; 168 páginas, julio de 2009, ISBN 978-1-4012-2288-8
  - Vol. 8: incluye Superman 14 y 15; 168 páginas, abril de 2010, ISBN 978-1-4012-2647-3
  - Vol. 9: incluye Superman 16 y 17; 192 páginas, junio de 2011, ISBN 978-1-4012-3122-4
  - Vol. 10: incluye Superman 18 y 19; 168 páginas, septiembre de 2012, ISBN 978-1-4012-3488-1
- Superman: The Man of Tomorrow Archives
  - Vol. 1 incluye Superman 122 al 126, 224 páginas, mayo de 2005, ISBN 1-40120-156-3[115]
  - Vol. 2 incluye Superman 127 al 131, 240 páginas, marzo de 2006, ISBN 1-40120-767-7[116]
  - Vol. 3 incluye Superman 132 al 139, 408 páginas, julio de 2013, ISBN 978-1401241070[117]
- Showcase Presents: Superman
  - Vol. 1 incluye Superman 122 al 133, 560 páginas, octubre de 2005, ISBN 1-40120-758-8[118]
  - Vol. 2 incluye Superman 134 al 145, 560 páginas, junio de 2006, ISBN 1-40121-041-4[119]
  - Vol. 3 incluye Superman 146 al 156; Superman Annual 3 y 4, 560 páginas, abril de 2007, ISBN 1-40121-271-9[120]
  - Vol. 4 incluye Superman 157 al 166, 544 páginas, septiembre de 2008, ISBN 1-40121-847-4[121]
- Adventures of Superman: José Luis García-López recopila Superman 294, 301, 302, 307, 308, 309 y 347; DC Comics Presents 1 al 4, 17, 20, 24, 31 y All-New Collectors' Edition C-54, 360 páginas, abril de 2013, ISBN 978-1401238568.
- Adventures of Superman: Gil Kane recopila Superman 367, 372, 375; Superman Special 1 y 2; Action Comics 539 al 541, 544 al 546 y 551 al 554; y DC Comics Presents Annual 3, 392 páginas, enero de 2013, ISBN 978-1401236748.
- Superman: Up, Up, and Away! incluye Superman 650 al 653, 192 páginas, septiembre de 2006, ISBN 978-1401209544
- Superman: Camelot Falls
  - Vol. 1 collects Superman 654 al 658, 128 páginas, julio de 2008, ISBN 978-1401212056
  - Vol. 2 collects Superman 662 al 664, 667 y Superman Annual 13, 128 páginas, marzo de 2009, ISBN 978-1401218652
- Superman: The Third Kryptonian recopila Superman 668 al 670 y la historia de complemento de Superman Annual 13, 128 páginas, octubre de 2008, ISBN 978-1401219871
- Superman: Redemption incluye Superman 659 y 666, 112 páginas, enero de 2008, ISBN 978-1401216368
- Superman: 3-2-1 Action incluye Superman 665, 160 páginas, abril de 2008, ISBN 9781401216801
- Superman: Shadows Linger recopila Superman 671 al 675, 144 páginas, enero de 2009, ISBN 978-1401221256
- Superman: The Coming of Atlas recopila Superman 677 al 680 y 1st Issue Special 1, 128 páginas, abril de 2010, ISBN 978-1401221324
- Superman: New Krypton
  - Vol. 1 incluye Superman 681, 176 páginas, mayo de 2009, ISBN 978-1401223298
  - Vol. 2 includes Superman 682 y 683, 160 páginas, septiembre de 2009, ISBN 978-1401223199
- Superman: Mon-El
  - Vol. 1 recopila Superman 684 al 690, 224 páginas, febrero de 2011, ISBN 978-1401226350
  - Vol. 2 recopila Superman 692 al 697; Superman Annual 14; y Superman Secret Files 2009, 224 páginas, octubre de 2011, ISBN 978-1401229382
- Superman: Codename: Patriot incluye Superman 691, 144 páginas, abril de 2011, ISBN 978-1401226572
- Superman: Nightwing and Flamebird Vol. 2 incluye Superman 696, 208 páginas, octubre de 2011, ISBN 978-1401229405
- Superman: Last Stand of New Krypton
  - Vol. 1 incluye Superman 698, 168 páginas, noviembre de 2011, ISBN 978-1401229337
  - Vol. 2 incluye Superman 699, 128 páginas, marzo de 2012, ISBN 978-1401230371
- Superman: Grounded
  - Vol. 1 recopila Superman 700 al 706, 168 páginas, mayo de 2012, ISBN 978-1401230760
  - Vol. 2 recopila Superman 707 al 711, 713 y 714, 168 páginas, diciembre de 2012, ISBN 978-1401235321

### The Adventures of Superman/Superman Vol. 2
- Superman: The Man of Steel
  - Vol. 2 recopila Superman (vol. 2) 1 al 3; The Adventures of Superman 424 al 426; Action Comics 584 al 586, 224 páginas, noviembre de 2003, ISBN 978-1401200053
  - Vol. 3 recopila Superman (vol. 2) 4 al 6; The Adventures of Superman 427 al 429; Action Comics 587 al 589, 208 páginas, octubre de 2004, ISBN 978-1401202460
  - Vol. 4 recopila Superman (vol. 2) 7 y 8; The Adventures of Superman 430 y 431; Action Comics 590 y 591; Legion of Super-Heroes (vol. 3) 37 y 38, 192 páginas, septiembre de 2005, ISBN 978-1401204556
  - Vol. 5 recopila Superman (vol. 2) 9 al 11; The Adventures of Superman 432 al 435; Action Comics 592 y 593, 208 páginas, noviembre de 2006, ISBN 978-1401209483
  - Vol. 6 recopila Superman (vol. 2) 12; Superman (vol. 2) Annual 1; The Adventures of Superman Annual 1; Action Comics 594 y 595, Action Comics Annual 1; Booster Gold 23, 208 páginas, marzo de 2008, ISBN 978-1401216795
  - Vol. 7 recopila Superman (vol. 2) 13 al 15; The Adventures of Superman 436 al 438, Action Comics 596 y 597, 192 páginas, febrero de 2013, ISBN 978-1401238209
  - Vol. 8 recopila Superman (vol. 2) 16 al 18; The Adventures of Superman 439 y 440, Action Comics 598 al 600, 240 páginas, enero de 2014, ISBN 978-1401243913
  - Vol. 9 recopila Superman (vol. 2) 19 al 22; Superman (vol. 2) Annual 2; The Adventures of Superman 441 al 444, 280 páginas, octubre de 2014, ISBN 978-1401266370
- Lois & Clark: The New Adventures of Superman incluye Man of Steel (1986) 2, Superman (Vol. 2) 9 y 11, Superman (Vol. 2) Annual 1, Action Comics 600 y 655, The Adventures of Superman 445, 462 y 466, 190 páginas, julio de 1994, ISBN 978-1563891281
- Superman: Exile incluye Superman (Vol. 2) 28 al 30, 32 y 33, Adventures of Superman 451 al 456, Action Comics Annual 2 y Action Comics 643, 304 páginas, julio de 1998, ISBN 978-1563894381
- Superman: Exile and Other Stories Omnibus incluye Adventures of Superman 445 al 460, Superman (Vol. 2) 23 al 37, Action Comics 643 al 446, Action Comics Annual 2, 912 páginas, abril de 2018, ISBN 978-1401278236
- Superman: Eradication! (The Origin of the Eradicator) incluye Action Comics 651 y 652, Superman (Vol. 2) 41 y 42, The Adventures of Superman 460, 464 y 465, 160 páginas, noviembre de 1995, ISBN 978-1563891939
- Superman: Krisis of the Krimson Kryptonite incluye Superman (Vol. 2) 49 y 50, The Adventures of Superman 472 y 473, Action Comics 659 y 660, y Starman 28, 176 páginas, septiembre de 1996, ISBN 978-1563892752
- Superman: Time and Time Again incluye Action Comics 663 al 665, The Adventures of Superman 476 al 478, Superman (Vol. 2) 54, 55, 61 y 732, 208 páginas, octubre de 1994, ISBN 978-1563891298
- Superman: Panic in the Sky incluye Action Comics 674 y 675, Superman: The Man of Steel 9 y 10, Superman (Vol. 2) 65 y 66, The Adventures of Superman 488 y 489, 188 páginas, junio de 1993, ISBN 978-1563890949
- Superman: Panic in the Sky, New Edition incluye Action Comics 674 al 676, Superman: The Man of Steel 9 al 11, Superman (Vol. 2) 65 al 67, The Adventures of Superman 488 al 490, 296 páginas, junio de 2016, ISBN 978-1401263232
- The Death of Superman incluye Superman: The Man of Steel 18 y 19, Superman (Vol. 2) 74 y 75, The Adventures of Superman 496 y 497, Action Comics 684, 172 páginas, enero de 1993, ISBN 1-56389-097-6[122]
- World Without a Superman incluye The Adventures of Superman 498 al 500, Action Comics 685 y 686, Superman (Vol. 2) 76 y 77, 240 pages, abril de 1993, ISBN 1-56389-118-2[123]
- The Return of Superman incluye Action Comics 687 al 691, The Adventures of Superman 500 al 505, Green Lantern (Vol. 3)) 46, Superman (Vol. 2) 78 al 82, Superman The Man of Steel 22 al 26, 480 pages, septiembre de 1993, ISBN 1-56389-149-2[124]
- The Death and Return of Superman Omnibus incluye Superman: The Man of Steel (1991) 18 al 26, Superman (Vol. 2) 74 al 82, The Adventures of Superman 496 al 505, Action Comics 684 al 691, Justice League America 69, Superman: The Legacy of Superman 1, Green Lantern (Vol. 3)) 46, 784 pages, septiembre de 2007, ISBN 1-4012-1550-5[125]
- Superman: The Death of Clark Kent incluye The Adventures of Superman 523 al 525, Superman (Vol. 2) 99 al 102, Action Comics 709 al 711, Superman: The Man of Steel 43 al 46, Superman: The Man of Tomorrow 1, 320 páginas, mayo de 1997, ISBN 1-56389-323-1[126]
- Superman: The Trial of Superman incluye Superman: The Man of Steel 50 al 52, Superman (Vol. 2) 106 al 108, Action Comics 716 y 717, Superman: The Man of Tomorrow 3, The Adventures of Superman 529 al 531, 272 páginas, noviembre de 1997, ISBN 1-56389-331-2
- Superman: The Wedding and Beyond incluye Superman (Vol. 2) 118, Superman: The Wedding Album, The Adventures of Superman 541, Action Comic 728, y Superman: The Man of Steel 63, 192 pages, enero de 1998 1998, ISBN 1-56389-392-4[127]
- Superman vs. the Revenge Squad incluye The Adventures of Superman 539 y 543, Superman: The Man of Tomorrow 7, Superman: The Man of Steel 61 y 65, Action Comics 726 y 730, 144 páginas, febrero de 1999, ISBN 1-56389-487-4
- Superman: Transformed! incluye Action Comics 729 y 732, The Adventures of Superman 542 y 545, Superman (Vol. 2) 119, 122, 123, Superman: The Man of Steel 64 y 67, 197 pages, abril de 1998, ISBN 1-56389-406-8
- Superman: No Limits! incluye Superman (Vol. 2) 151, 152, 153, Superman: The Man of Steel 95, 96, 97, The Adventures of Superman 574, Action Comics 760, 761, 212 páginas, noviembre de 2000, ISBN 1-56389-699-0
- Superman: Endgame incluye Superman Y2K, Superman (Vol. 2) 154, The Adventures of Superman 576, Superman: The Man of Steel 98, Action Comics 763, 180 pages, enero de 2001, ISBN 1-56389-701-6
- Superman: 'Til Death Do Us Part incluye Superman (Vol. 2) 155, 156, 157, The Adventures of Superman 577 y 578, Superman: The Man of Steel 99, 100, Action Comics 764, 765, 228 páginas, diciembre de 2001, ISBN 1-56389-862-4[128]
- Superman: Critical Condition incluye The Adventures of Superman 579 y 580, Superman: The Man of Steel 101, 102, Superman Metropolis Secret Files, Action Comics 766, 767, Superman (Vol. 2) 158, 196 páginas, febrero de 2003, ISBN 1-56389-949-3
- Superman: Emperor Joker incluye Superman (Vol. 2) 160, 161, The Adventures of Superman 582 y 583, Superman: The Man of Steel 104, 105, Action Comics 769, 770, Superman: Emperor Joker, 256 páginas, enero de 2007, ISBN 1-4012-1193-3[129]
- Superman: President Lex incluye Secret Files President Luthor, Superman: Lex 2000, Superman (Vol. 2) 162 al 165, The Adventures of Superman 581, Superman: The Man of Steel 108 al 110, 244 páginas, junio de 2003, ISBN 1-56389-974-4[130]
- Superman: Our Worlds at War
  - Vol. 1 incluye Superman (Vol. 2) 171 y 172, The Adventures of Superman 593 y 594, Superman: The Man of Steel 115 y 116, Action Comics 780 y 781, Supergirl 59, JLA: Our Worlds at War 1, 264 pages, September 2002, ISBN 1-56389-915-9[131]
  - Vol. 2 incluye Superman (Vol. 2) 173, The Adventures of Superman 595, Superman: The Man of Steel 117, Action Comics 782, Wonder Woman (Vol. 2) 172 y 173, Young Justice 36, Impulse 77, Superboy 91, World's Finest:Our Worlds at War 1, 264 pages, septiembre de 2002, ISBN 1-56389-916-7[132]
- Superman: Our Worlds at War Complete Edition incluye Superman (Vol. 2) 171 al 173, The Adventures of Superman 593 al 595, Superman: The Man of Steel 115 al 117, Action Comics 780 al 782, Supergirl 59, JLA: Our Worlds at War 1, Wonder Woman (Vol. 2) 172 y 173, Young Justice 36, Impulse 77, Superboy 91, World's Finest:Our Worlds at War 1, 512 pages, junio de 2006, ISBN 1-4012-1129-1
- Superman: Return to Krypton incluye Superman (Vol. 2) 167 y 184, The Adventures of Superman 589 y 606, Superman: The Man of Steel 111 y 128, Action Comics 776 y 793, 212 páginas, febrero de 2004, ISBN 1-4012-0194-6[133]
- Superman: Ending Battle incluye Superman (Vol. 2) 186 y 187, The Adventures of Superman 608 y 609, Superman: The Man of Steel 130 y 131, Action Comics 795 y 796, 192 páginas, mayo de 2009, ISBN 1-4012-0194-6[134]
- Superman: Godfall incluye Action Comics 812 y 813, The Adventures of Superman 625 y 626, Superman (Vol. 2) 202 y 203, 112 páginas, septiembre de 2004, ISBN 978-1401203764
- For Tomorrow Volume 1 incluye Superman (Vol. 2) 204 al 209, 160 páginas, agosto de 2005, ISBN 978-1401203511
- For Tomorrow Volume 2 incluye Superman (Vol. 2) 2010 210 al 215, 160 páginas, agosto de 2005, ISBN 978-1401207151
- Superman: The Journey incluye Superman (Vol. 2) 2010 217, 221 al 225, 144 páginas, febrero de 2006, ISBN 978-1401209186
- Superman: Unconventional Warfare incluye The Adventures of Superman 627 al 632 e historias de complemento de los números 625 y 626, 160 páginas, febrero de 2005, ISBN 978-1401204495
- Superman: That Healing Touch incluye The Adventures of Superman 633 al 638, Superman Secret Files and Origins 2004, 168 páginas, agosto de 2005, ISBN 978-1401204532
- Day of Vengeance incluye Action Comics 826, The Adventures of Superman 639, Superman (Vol. 2) 216, Day of Vengeance 1 al 6, 224 páginas, diciembre de 2005, ISBN 978-1401208400
- Superman: Ruin Revealed incluye The Adventures of Superman 640, 641, 644 al 647, 144 páginas, abril de 2006ISBN 978-1435235212
- Superman: Sacrifice incluye Superman (Vol. 2) 218 al 220, The Adventures of Superman 642 y 643, Action Comics 829, Wonder Woman 219, 192 páginas, enero de 2006, ISBN 978-1401209193
- Superman: Infinite Crisis incluye The Adventures of Superman 648 y 649, Superman (Vol. 2) 226, Action Comics 836, Infinite Crisis Secret Files 2006, Infinite Crisis 5, 128 páginas, julio de 2006, ISBN 978-1401209537

### The New 52
- Superman
  - Vol. 1: What Price Tomorrow? recopila Superman (vol. 3) 1 al 6, 144 páginas, noviembre de 2012, ISBN 978-1401234683
  - Vol. 2: Secrets and Lies recopila Superman (vol. 3) 7 al 12 y Superman Annual (vol. 3) 1, 176 páginas, julio de 2013, ISBN 978-1401240288
  - Vol. 3: Fury at World's End recopila Superman (vol. 3) 0, 13 al 19, 192 páginas, enero de 2014, ISBN 978-1401243203
  - Vol. 4: Psi-War recopila Superman (vol. 3) 18 al 24, Superman Annual (vol. 3) 2, Action Comics 24, 224 páginas, agosto de 2014, ISBN 140-1246230
  - Vol. 5: Under Fire recopila Superman (vol. 3) 25 al 31, 176 páginas, febrero de 2015, ISBN 978-1401250959
  - Vol. 6: The Men of Tomorrow recopila Superman (vol. 3) 32 al 39, 256 páginas, agosto de 2015, ISBN 978-1401252397
  - Vol. 1: Before Truth recopila Superman (vol. 3) 40 al 44, 224 páginas, abril de 2016, ISBN 978-1401259815
  - Vol. 2: Return to Glory recopila Superman (vol. 3) 45 al 52, 320 páginas, octubre de 2016, ISBN 978-1401265113
- Adventures of Superman (Vol. 2) (2013-2014)
  - Vol. 1: recopila Adventures of Superman vol. 2 1 al 5, 168 páginas, abril de 2014, ISBN 978-1401246884
  - Vol. 2: recopila Adventures of Superman vol. 2 6 al 10, 168 páginas, octubre de 2014, ISBN 978-1401250362
  - Vol. 3: recopila Adventures of Superman vol. 2 11 al 17, 160 páginas, marzo de 2015, ISBN 978-1401253301

### DC Rebirth
- Vol. 1: Son of Superman recopila Superman: Rebirth, Superman (vol. 4) 1 al 6, 176 páginas, enero de 2017, ISBN 978-1401267766
- Vol. 2: Trials of the Super Son recopila Superman (vol. 4) 7 al 13, 168 páginas, abril de 2017, ISBN 978-1401268602
- Vol. 3: Multiplicity recopila Superman (vol. 4) 14 al 17 y Superman Annual 1, 144 páginas, agosto de 2017, ISBN 978-1401271541
- Superman Reborn recopila Superman (vol. 4) 18 y 19 y Action Comics (Vol. 3) 973 al 976, 168 páginas, septiembre de 2017, ISBN 978-1401273583
- Vol. 4: Black Dawn recopila Superman (vol. 4) 20 al 26, 176 páginas, November de 2017, ISBN 978-1401274689
- Vol. 5: Hopes and Fears recopila Superman (vol. 4) 27 al 32, 144 páginas, April de 2018, ISBN 978-1401277291
- Vol. 6: Imperius Rex! recopila Superman (vol. 4) 33 al 36, 39 al 41, 168 páginas, April de 2018, ISBN 978-1401281236